# Impatiens warburgiana
Impatiens warburgiana är en balsaminväxtart som beskrevs av Georg Martin Schulze och R. Wilczek. Impatiens warburgiana ingår i släktet balsaminer, och familjen balsaminväxter. Inga underarter finns listade i Catalogue of Life.